# Lycée Henri-Bergson (Paris)
Pour les articles homonymes, voir Lycée Henri-Bergson.
Le lycée Henri-Bergson, 27 rue Édouard-Pailleron, est un lycée d'enseignement général et technologique du 19e arrondissement de Paris.
Il se situe en face de l'espace sportif Pailleron, et entre le collège Édouard-Pailleron et le lycée Jacquard, à proximité du parc des Buttes-Chaumont. Ce site est desservi par les stations de métro Jaurès et Bolivar .

## Historique
Le lycée Henri-Bergson (nommé en l'honneur du philosophe Henri Bergson) fut à son ouverture en 1963 le premier lycée mixte parisien. Lors de sa création, le lycée accueille les élèves de l’annexe du lycée Turgot, qui étudiaient dans des préfabriqués depuis 1959, situés le long du boulevard extérieur de Paris 19e, au niveau de la Porte Chaumont.
Initialement nommé « lycée d'État mixte rue Édouard-Pailleron », il prendra le nom de lycée Henri-Bergson en 1967.
Ses bâtiments sont construits entre 1954 et 1967 sur les plans de l'architecte Jacques Carlu.

### Initiatives pédagogiques et technologiques

#### Années 1970
En 1974, dans un objectif novateur d'initiation à l'informatique pour élèves et enseignants intéressés, le lycée Henri-Bergson, à Paris, fut éligible à l'opération ministérielle dite « Expérience des 58 lycées » : utilisation de logiciels et enseignement du langage de programmation LSE, en club informatique de lycée,, pour 58 établissements de l’enseignement secondaire. À cet effet, dans une première phase, quelques professeurs du lycée, enseignants de diverses disciplines, furent préalablement formés de manière lourde à la programmation informatique. L'établissement fut alors doté, dans une seconde phase, d'un ensemble informatique en temps partagé comprenant : un mini-ordinateur français CII Mitra 15 avec disque dur, un lecteur de disquettes 8 pouces, plusieurs terminaux écrans claviers Sintra TTE, un téléimprimeur Teletype ASR-33 (en) et le langage LSE implémenté ; tous ces moyens ayant permis de mettre en œuvre cette démarche expérimentale sur le terrain, avec du matériel informatique ultra-moderne pour l'époque.

### Agenda 21
Le lycée Henri-Bergson est le premier établissement parisien à avoir lancé une démarche d’Agenda 21 scolaire (début en 2006 avec la seconde no 8).

## Classement du lycée
En 2017, le lycée se classe 66e sur 112 au niveau départemental quant à la qualité d'enseignement, et 615e au niveau national. Le classement s'établit sur trois critères : le taux de réussite au bac, la proportion d'élèves de première qui obtient le baccalauréat en ayant fait les deux dernières années de leur scolarité dans l'établissement, et la valeur ajoutée (calculée à partir de l'origine sociale des élèves, de leur âge et de leurs résultats au diplôme national du brevet).

## Bâtiments
Le lycée est installé dans un bâtiment de six étages possédant cinq gymnases (l'un au premier étage, l'un au troisième et les trois restants au sixième étage) et deux cours de récréations (au rez-de-chaussée et au premier étage). L'entrée se fait par le troisième étage. C'est un complexe éducatif de près de deux mille élèves, les classes allant de la sixième à la terminale.

## Personnalités
- André Sénik, professeur de philosophie, militant communiste
- Vincent Cassel, comédien
- Dany Brillant, chanteur
- Ivan Béraud, militant et responsable syndical et associatif
- Oxmo Puccino, rappeur
- Nicolas Grellet, vice-champion du monde de Scrabble duplicate (1996) ; ancien professeur de mathématiques du lycée Henri-Bergson.
- Marthe Bretelle, championne de France de lancer de disque, poids et javelot dans les années 1960, ancienne professeure d'éducation physique du lycée.
- Mister You, rappeur
- Maïwenn, comédienne et réalisatrice
- Maadiar, enseignant, youtubeur et auteur de bande dessinée
- Julie-Anne de Sée, écrivain
- Youssouf Fofana, footballeur professionnel
- Mercedes Erra, femme d'affaires, cofondatrice de l'agence BETC, engagée dans la lutte pour les droits des femmes